# Bergstraße 31 (Niederbrechen)

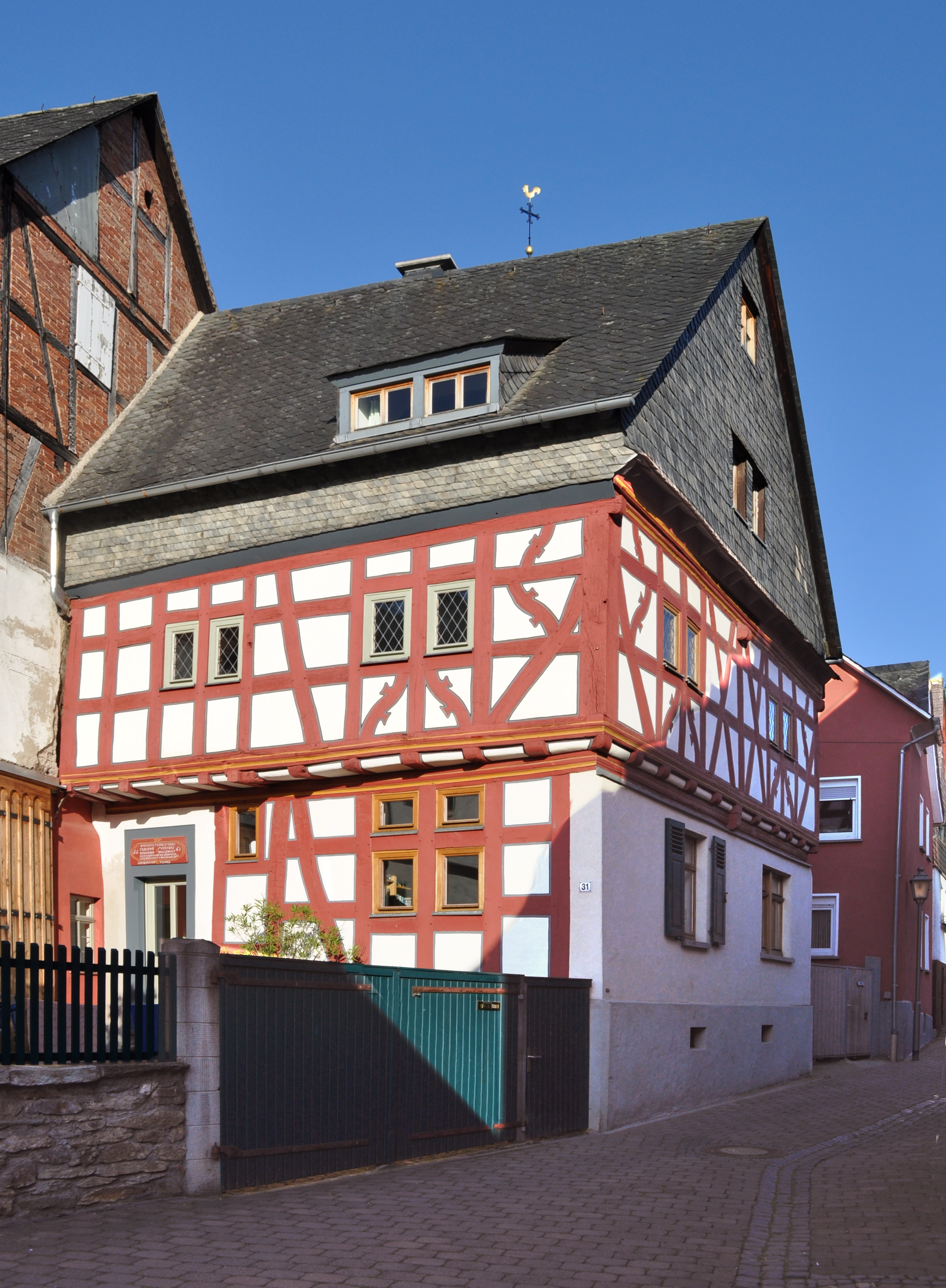
Gebäude Bergstraße 31 in Niederbrechen

Das Gebäude Bergstraße 31 in Niederbrechen, einem Ortsteil der Gemeinde Brechen im mittelhessischen Landkreis Limburg-Weilburg, wurde 1661 errichtet. Das Fachwerkhaus, das zu den ältesten Gebäuden Niederbrechens zählt und bald nach dem Großbrand im Dreißigjährigen Krieg errichtet wurde, ist ein geschütztes Kulturdenkmal.
Der zweigeschossige zur Gasse hin giebelständige Fachwerkbau mit einem allseitig überständigen Obergeschoss lehnt sich an eine Scheune des 19. Jahrhunderts an. Vor der späteren Aufdrempelung waren die Proportionen weniger steil. 

Auf einer Inschriftentafel über der Tür steht außer der Jahreszahl 1661 und dem Namen Matthias Wernner in Majuskeln der Spruch: 

„Bauen ist ein Lust · das fil kost hat wolgewost · doch hab ich nit koenten unerlase · dis Haus zu bauen an die Stras. Got behut vor Feuwer.“